# Yevgueni Zínichev
Yevgueni Nikoláyevich Zínichev (en ruso: Евге́ний Никола́евич Зи́ничев. San Petersburgo, 18 de agosto de 1966–Norilsk, 8 de septiembre de 2021) fue un político y oficial militar ruso. Se desempeñó como ministro de Situaciones de Emergencia desde 2018 hasta su muerte, y también fue miembro del Consejo de Seguridad de Rusia. En 2016 se desempeñó como gobernador interino de la provincia de Kaliningrado antes de ser reemplazado por Antón Alijánov. Fue clasificado como general de ejército a partir de 2020.

## Muerte
Zinichev murió el 8 de septiembre de 2021 en Norilsk, a los 55 años, durante el rodaje de un ejercicio interdepartamental para proteger la zona ártica de Rusia. Se cayó de un acantilado mientras intentaba salvar la vida del director y camarógrafo Aleksandr Melnik, quien también murió.